# An-Nasir Davud
An-Nasir Davud (arabsko الملك الناصر صلاح الدين داود, al-Malik an-Nāṣir Ṣalāḥ ad-Dīn Dāwud) je bil kurdski vladar iz rodbine Ajubidov, ki je v letih 1227–1229 vladal kot emir Damaska in nato v letih 1229–1248 kot emir Keraka, * 1206, † 1261.
Bil je sin Al-Muazama, od leta 1218 do 1227 ajubidskega sultana  Damaska.
Po očetovi smrti je nasledil Damask, vendar se je kmalu soočil z nasprotovanjem svojega strica al-Kamila, sultana Egipta. Sledila je vojna, v kateri je izgubil Jeruzalem in Nablus. An-Nasir je prosil za pomoč svojega drugega strica al-Ašrafa, vladarja Harrana. Al-Ašraf je izdal svojega nečaka in se z al-Kamilom dogovoril za razdelitev an-Nasirjevih dežel. Al-Ašraf naj bi dobil Damask in severni del države, al-Kamil pa Palestino.
An-Nasir se je pravočasno zavedel prevare in se umaknil v svojo prestolnico Damask, kjer so ga proti koncu leta 1228 oblegale združene vojske njegovih stricev. Obleganje se je nadaljevalo do 25. junija 1229, ko se je an-Nasir predal. Za odšlodnino je dobil gospostvo Kerak v Transjordaniji.
V Keraku  naj bi vladal naslednjih trideset let. Ponovno se je pojavil leta 1239, ko je v njegove roke padel njegov bratranec as-Salih Ajub, najstarejši al-Kamilov sin, ki je bil zaradi upora pravkar izgnan iz Damaska. An-Nasir ga je zaprl, vendar ga ni hotel izročiti al-Adilu II., Ajubovemu bratu in vladarju Egipta.
Novembra 1239 je Peter I. Bretanski, vodja križarske vojne baronov,  napadel karavano na poti v Damask. Raburjeni an-Nasir  je vkorakal v skoraj nebranjeni  Jeruzalem in ga zavzel. Garnizija citadele se je predala 7. decembra. An-Nasir ni poskušal obdržati Jeruzalema, ampak je le uničil utrdbe in se umaknil v Kerak.
Aprila 1240 je An-Nasir osvobodil as-Saliha Ajuba in se z njim povezal proti Egiptu v zameno za obljubo, da ga bo Ajub ponovno postavil za vladarja Damaska. Al-Adila II. so zaprle njegove lastne čete, Ajub in an-Nasir pa sta junija zmagoslavno vstopila v Kairo. Ko se je an-Nasir naslednji mesec vrnil v Kerak, se je znašel na udaru križarjev, ki so sklenili zavezništvo z njegovim sovražnikom, as-Salihom Ismailom iz Damaska. Ajub se je medtem odrekel svojim obljubam o obnovi an-Nasirjeve oblasti v Damasku in an-Nasir je bil diplomatsko izoliran. Da bi obdržal svoje ozemlje, je bil prisiljen skleniti dogovor z Ismailom in nato še s križarji.
Spomladi 1241 je as-Salih Ajub, potem ko je sklenil premirje s križarji, začel kampanjo za ponovno osvojitev Sirije. Njegova vojska se je v bitki zahodno od Jeruzalema udarila z an-Nasirjevo vojsko in jo porazila. An-Nasir je zamenjal stran in se podredil Ajubu. 
Naslednji dve leti se je an-Nasir soočal z nenehnimi boji s Franki  in občasno tudi z Ismailom, od Ajuba pa je prejel malo konkretne pomoči. Odločil se je znova zamenjal stran in leta 1243 prešel k stricu Ismailu. Načrtovani poskus invazije združene križarsko-damaščanske vojske na Egipt je preprečil vdor razbojniške vojske iz Horezma. An-Nasir se je umaknil v Kerak.
Ko je Ajub leta 1245 poslal vojsko, da bi mu povrnila Damask in Palestino, so an-Nasirju odvzeli ozemlja zahodno od Jordana, vendar so mu dovolili umik na njegovo  prvotno ozemlje onkraj Jordana. V Keraku je vladal do leta 1248, ko je bil dokončno odstavljen. Umrl je nekaj let kasneje, leta 1256.

## Vira
- Gibb, H.A.R. (1969). The Aiyūbids (PDF). A History of the Crusades (Setton), Volume II.
- Runciman, Steven (1954). A History of the Crusades, Volume Three: The Kingdom of Acre and the Later Crusades. Cambridge University Press. ISBN 978-0521347723.

| Vladarski nazivi          | Vladarski nazivi       | Vladarski nazivi              |
| ------------------------- | ---------------------- | ----------------------------- |
| Predhodnik: Al-Muazam Isa | Emir Damaska 1227–1229 | Naslednik: Al-Ašraf Musa      |
| Predhodnik: Nov položaj   | Emir Keraka 1229–1249  | Naslednik: Badr al-Din Savabi |